# مراكز كوريا للسيطرة على الأمراض والوقاية منها
مراكز كوريا للسيطرة على الأمراض والوقاية منها (الاسم باللغة الانجليزية: Centers for Disease Control and Prevention أو Korea Centers for Disease Control and Prevention (اختصارها: KCDC) ؛ (هانغل: 질병관리본부; هانجا: 疾病管理本部) هي منظمة تابعة لوزارة الرفاه والصحة في دولة كوريا الجنوبية، تعتبر هذه المنظمة مسؤولة عن زراعة الأعضاء، ومسؤولة عن توفير وتطوير الصحة العامة؛ وذلك من خلال إدارة إجراءات الوقاية من الامراض ومنعها، والقيام بدراسات المسح الاستكشافي، وإدارة الحجر الصحي، والقيام بالتجارب والابحاث حول الأمراض المعدية والأمراض المزمنة والامراض النادرة والإصابات. تم تأسيس هذه المنظمة في تاريخ ديسمبر 2003، وتتواجد في مجمع اوسونغ لادارة تكنولوجيا الصحة (اسم المجمع بالإنجليزية: Osong Health Technnology Administration) الذي يتواجد بدوره في مدينة تشونغجو. يقود المنظمة منصب النواب-الوزراء لمدير 'مراكز كوريا للسيطرة على الأمراض والوقاية منها' (KCDC).

## التاريخ[2]
- يوليو 1949: تم إنشاء المركز الصحي المركزي تحت إشراف وزارة الصحة
- يناير 1960: أعيدت تسميته إلى المعهد الصحي المركزي
- أغسطس 1960: أعيدت تسميته إلى المعهد الوطني للصحة
- ديسمبر 1963: تم دمجه مع المختبرات الكيميائية الوطنية والمختبر الوطني لطب الأعشاب والمعهد الوطني للتدريب على الصحة العامة
- فبراير 1967: أعيدت تسميته إلى المعهد الوطني لتدريب الصحة العامة
- نوفمبر 1981: أعيدت تسميته إلى المعهد الوطني للصحة
- ديسمبر 1994: أعيد تنظيمها تحت إشراف وزارة الصحة والرفاه
- ديسمبر 2003: التغيير إلى الاسم الحالي؛ مراكز كوريا للسيطرة على الأمراض والوقاية منها (KCDC)
- ديسمبر 2010: نقل مقراتها الرئيسية إلى مجمع اوسونغ (الاسم بالإنجليزية: Osong)

## المنظمات[3]

### مدير 'مراكز كوريا للسيطرة على الأمراض والوقاية منها' (KCDC)
- الإدارة
- مكتب تنسيق التخطيطات
- مركز التأهب والاستجابة للطوارئ في الصحة العامة
- مركز السيطرة والتحكم بالأمراض المعدية
- مركز السيطرة المختبرية للأمراض المعدية
- مركز الوقاية من الأمراض ومنعها
- مركز الشبكة الكورية لمشاركة الأعضاء

### وكالات الطفل
- المعهد الوطني الكوري للصحة (الاسم بالإنجليزية: Korea National Institute of Health) (اختصاره: KNIH)، (هانغل: ; هانجا: 국립보건연구원)
- محطة الحجر الوطني ((هانغل: ; هانجا: 국립검역소)
  - الحجر الصحي في مطار إنتشون
  - الحجر الصحي جونسان
  - الحجر الصحي أولسان
  - الحجر الصحي بوسان
  - الحجر الصحي موكبو
  - الحجر الصحي جيماهاي
  - الحجر الصحي إنتشون
  - الحجر الصحي يوسو
  - الحجر الصحي بوهانج
  - الحجر الصحي ماسان
  - الحجر الصحي تونغ يونغ
  - الحجر الصحي دونغهاي
  - الحجر الصحي جيجو